# JetBrains
JetBrains – producent oprogramowania z siedzibą główną w Czechach. Przedsiębiorstwo zostało założone w 2000 roku. Posiada biura w Czechach, Chinach, Niemczech, Holandii i USA.

## Produkty
JetBrains koncentruje się na dostarczaniu oprogramowania dla programistów:
- IntelliJ IDEA – IDE dla Javy i Kotlina
- Rider – IDE dla C#
- Kotlin – język programowania działający na wirtualnej maszynie Javy
- TeamCity
- ReSharper – rozszerzenie do Microsoft Visual Studio
- dotTrace – profiler dla Microsoft .NET
- dotCover
- RubyMine – IDE dla języka Ruby ze szczególnym przystosowaniem do tworzenia aplikacji webowych w Ruby on Rails
- Meta Programming System
- YouTrack – bugtracker
- PhpStorm & WebStorm – IDE do tworzenia aplikacji webowych
- PyCharm – IDE dla języka Python ze szczególnym wsparciem dla tworzenia aplikacji webowych w Django
- Omea Pro
- Omea Reader – czytnik RSS dla MS Windows
- GoLand – IDE dla Go[4]
- CLion – IDE dla C i C++
- DataGrip – do obsługi baz danych